# نصرت أباد (ملكان)
نصرت‌ أباد هي قرية في مقاطعة ملكان، إيران. عدد سكان هذه القرية هو 173 في سنة 2006.